# Duško Kuliš
Duško Kuliš (Kreševo, 7. veljače 1960.), hrvatski pjevač narodne glazbe, skladatelj i tekstopisac iz Bosne i Hercegovine.

## Životopis
Duško Kuliš je rođen 7. veljače 1960. god u Kreševu - Bosna i Hercegovina. Djetinjstvo uz majku Luciju i oca Baju, brata Dragana, sestre Anu, Jelenu i Linu obilježava njegov odnos prema životu i profesiji. Od starijeg brata nasljeđuje harmoniku i tako počinje stvaranje jedne karijere. Već u osnovnoj školi svira na priredbama, a u osmom razredu svira i svoju prvu Novu godinu u lokalnom hotelu. Želja da upiše srednju muzičku školu ostaje zauvijek neostvarena jer roditelji već školuju u Sarajevu stariju sestru i brata tako da još jedan „Sarajlija“ za njih biva nemoguća misija. Duško ostaje u gimnaziji u Kiseljaku i svira u zabavnjačkoj grupi Feniksi klavjature i pomalo pjeva, piše pjesme. Negdje na kraju srednjoškolskih dana upoznaje Seju Pitića i zahvaljujući tom prijateljstvu ulazi u svijet narodne pjesme, starogradske i romanse. Završava gimnaziju i upisuje fakultet Germanistike na Filozofiji u Sarajevu. Tu službeno počinje stvaranje imena Duško Kuliš. Zahvaljući činjenici da brat Dragan svira u narodnom orkestru RT Sarajevo upoznaje ključne ljude kao što su Blagoje Košanin, Haris Džinović, Vasko Pokrajčić, Mirsad Ibrić, Slobodan Vidović, Omer Pobrić i drugi. Polaže audiciju na RT Sarajevo, te za arhiv snima 20-ak snimaka pjesama, a na pjesmama „Ne klepeći nanulama“ i „Još ne sviće rujna zora“ klavir mu svira Ismet Alajbegović-Šerbo.
„Ilidža“ festival je u to vrijeme mjerilo vrijednosti na prostoru bivše države. Duško kao debitant pjeva pjesmu „Sreli smo se kad lišće zažuti“. Uz ogromnu tremu osvaja nagradu za debitanta godine i nagradu stručnog žirija. Sljedeća „Ilidža“ je bila presudna. Nastupa s pjesmom Harisa Džinovića „Ti meni lažeš sve“. Duško i pjesma doživljavaju neviđenu popularnost. Zbog tog uspjeha „Jugoton“ daje šansu mladom izvođaču za snimanje prvog albuma. Pjesme za taj album pisali su Blagoje Košanin ( Nisu moje godine za tebe), Haris Džinović (Ti meni lažeš sve, Hladno je, ugrij me) i Nusret Radončić. Drugi album obilježava pjesma Blagoja Košanina i Josipa Sliška (Bez tebe je gorko vino). Na trećem albumu je najveći hit autorska pjesma „Suzo moja Suzana“ a te godine je proglašena i pjesmom godine.
S tri ovakva megahita zvijezda je definitivno stvorena. Slijede turneje i nastupi po bivšoj Jugoslaviji, a najčešći „cimeri“ na turnejama bili su Duško Kuliš i Halid Bešlić. Potvrdu vrijednosti Duška i njegovih pjesama dao je tada legendarni Toma Zdravković pozvavši ga kao jedinog gosta u svom zadnjem tv show programu.
Tadašnja Duškova djevojka Iva preseljava iz Sarajeva u Split, a Duško vođen srcem odlazi za njom u Dalmaciju. Iako svjestan da mediji u Hrvatskoj ne uvažavaju njegov umjetnički rad odlučuje ostati u Splitu. Iva i Duško vjenčali su se 1995. god. Sin Marko je rođen 1996. god, a kćer Ena godinu poslije.
U godinama poslije rata sa splitskim aranžerom Ivom Lesićem snima album „Imaš li dušu“. Pjesma „Još mi nije četrdeseta“ koju je napisao noć prije 40-og rođendana postaje veliki hit. Ne mogavši da napravi dobar sastav ( Nije bilo u blizini dobrih svirača) vraća se klavijaturi. „Korg“ i Duško obilaze diskoteke i doslovce prave neviđen posao s narodnjacima u Hrvatskoj, BIH i dijaspori. Tu se rodila ideja za snimanje mixeva. Croatia Records obara sve rekorde prodaje s Megamix-om, Super megamix-om i Megamix-om 2004. O kolikoj se popularnosti radilo govori podatak da u Zagrebu i okolici u to vrijeme na koncertima Duška Kuliša za manje od pola godine broj posjetitelja bio je veći od 50 000. Na koncertu u Splitu bilo je preko 15 000 ljudi. Umjesto da mediji u Hrvatskoj pozdrave stvaranje nove superzvijezde, oni ostaju nijemi. Drže se devize: Ne piši o njemu ništa i ne prikazuj ga na televiziji jer sve što o njemu pišu i govore njemu je reklama. U vremenu koje slijedi objavljeni su albumi "Otkopčano-zakopčano" te "Eto pitaj pola grada" u izdanju Croatia Recordsa. Naredno razdoblje karijere vezano je uz intenzivan autorski rad, gdje se Duško kao tekstopisac i kompozitor približava brojci od oko 200 objavljenih autorskih pjesama, što svojih što za druge izvođače. Tu se rađa i ideja o osnivanju vlastite muzičke produkcije "Du Dubaja". U proteklih desetak godina objavio je tri autorska albuma u izdanju Bn Music-a i to "Nije srce na prodaju", "Na Dunavu" te posljednji "Moja jesen i njeno proljeće". 

## Diskografija

### Studijski albumi
- 1983. Nisu moje godine za tebe
- 1985. Priđi mi bliže
- 1987. Nemirna ljubav
- 1988. Kako ću bez tebe
- 1990. Ako jednom poželiš da odeš
- 1993. Kaži nebo
- 1994. Ne zovi me u zoru
- 1996. Ne palite zamnom svijeću
- 1999. Imaš li dušu
- 2000. Megamix
- 2001. Super Megamix
- 2002. Umri muški
- 2004. Megamix 2004
- 2005. Otkopčano-zakopčano
- 2008. Eto pitaj pola grada
- 2009. Nije srce na prodaju
- 2013. Na Dunavu
- 2018. Moja jesen i njeno proljeće

- 1983. Nisu moje godine za tebe
- 1985. Priđi mi bliže
- 1987. Nemirna ljubav
- 1988. Kako ću bez tebe
- 1990. Ako jednom poželiš da odeš
- 1993. Kaži nebo
- 1994. Ne zovi me u zoru
- 1996. Ne palite zamnom svijeću
- 1999. Imaš li dušu
- 2000. Megamix
- 2001. Super Megamix
- 2002. Umri muški
- 2004. Megamix 2004
- 2005. Otkopčano-zakopčano
- 2008. Eto pitaj pola grada
- 2009. Nije srce na prodaju
- 2013. Na Dunavu

## Vanjske poveznice
- Službena stranica www.dusko-kulis.com